# Fardosa Ahmed
Bác sĩ Fardosa Ahmed (sinh năm 1985) là một bác sĩ, doanh nhân và quản trị viên y tế người Kenya, từng là giám đốc điều hành của Bệnh viện Premier, Mombasa, một cơ sở y tế tư nhân do cô đồng sáng lập và đồng sở hữu.

## Gia cảnh và giáo dục
Ahmed được sinh ra ở Mombasa, thành phố lớn thứ hai ở Kenya vào khoảng năm 1985. Cô học trường tiểu học Makini, ở Nairobi, thủ đô của Kenya. Sau đó, cô chuyển đến trường Loreto Convent Valley Road, cũng ở Nairobi, nơi cô tốt nghiệp với bằng tốt nghiệp trung học. Sau đó cô được nhận vào Đại học Nairobi, nơi cô học ngành y khoa, tốt nghiệp Cử nhân Y khoa và Cử nhân Phẫu thuật. Sau đó, cô có được một văn bằng sau đại học về quản lý chăm sóc sức khỏe.

## Sự nghiệp
Sau một năm thực tập, cô trở về thành phố Mombasa, nơi cô sở hữu một mảnh đất ở ngoại ô Nyali. Sử dụng tiền và tiền riêng của mình lấy từ những người cùng chí hướng, Tiến sĩ Ahmed đã dựng lên một tòa nhà thương mại tám tầng trên mảnh đất mà cô sở hữu. Ban đầu ý định là xây dựng một tổ hợp văn phòng. Kế hoạch đã được thay đổi sau đó và Bệnh viện Premier, Mombasa đã được tạo ra.
Bệnh viện Premier là một cơ sở y tế tư nhân, vì lợi nhuận, chăm sóc đại học, với công suất giường là 70, tính đến tháng 6 năm 2019. Khai trương vào ngày 24 tháng 11 năm 2017, bệnh viện có hơn 200 nhân viên và có một trung tâm ngoại trú nhi khoa, một bộ phẫu thuật, một bộ tim mạch, một bộ chỉnh hình, một bộ phụ khoa, một bộ ung thư, một trung tâm lọc máu, một bộ hóa trị ngoại trú và một bộ nội soi.

## Những ý kiến khác
Vào tháng 9 năm 2018, Business Daily Africa, một người Kenya, tiếng Anh, tờ báo hàng ngày, có tên Fadosa Ahmed, trong số "Top 40 phụ nữ dưới 40 tuổi ở Kenya năm 2018".